# Joaquim Rubió i Ors

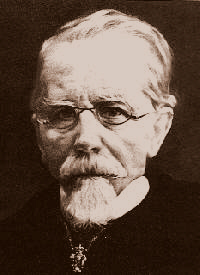
Joaquim Rubió i Ors.

Joaquim Rubió i Ors, född den 30 juli 1818 i Barcelona, död där den 7 april 1899, var en spansk (katalansk) författare.
Rubió i Ors innehade först professuren i litteraturhistoria i Valladolid, vilken senare utbyttes mot professuren i allmän historia vid Barcelonauniversitetet. Av hans på djupa studier grundade arbeten kan nämnas Lo gayter del Llobregat (1841), Roudor de Llobregat ó sea los cataláns en Grecia, epos (1842), El libro de los niños (1845), som fick stor användning vid skolorna, Memoria crítico-literaria sobre el judío errante (samma år), Desgravios y homenajes, loa (1844), Poesías (1851), Apuntes para una historia de la sátira (1863), Breve reseña del actual renacimiento de la lengua y litteratura catalana (1877), Ausias March y su epoca med flera litteraturhistoriska och historiska arbeten. Rubío i Ors utgav en revolutionär, men inte separatistisk, hymn, Cansó de Campana. Han diktsamling "Lo gayter del Llobregat" betraktas som den första katalanska "romanceron", hela den medeltida katalanska poesins uppståndelse. Då Academia de buenas letras anordnade en serie skaldetävlingar ("certamenes poeticos") 1841, erövrade Rubió i Ors priset, en violin av guld, med sitt epos "Roudor de Llobregat ó sea los cataláns en Grecia", varigenom första uppslaget gavs till återupprättandet av Juegos florales, som dock först 1859 blev permanenta.